# Jean Valette (Marineoffizier)
Jean Valette, auch Jean Francois Moreau Vallette (* 17. September 1849 in Berlin; † 6. Juni 1894) war ein deutscher Marineoffizier der Kaiserlichen Marine, zuletzt Kapitän zur See.

## Leben
Jean Valette trat am 21. April 1866 in die Marine ein.
Zum 19. Februar 1884 wurde er als Kapitänleutnant für den Indienststellungszeitraum vom 22. April 1884 bis 4. September 1884 Kommandant der Camaeleon. Anschließend übernahm er mit der Indienststellung die Scorpion. Bis Oktober 1884 blieb er dort Kommandant.
Als Korvettenkapitän (Beförderung am 19. März 1885) wurde er Ende 1886 von seinem Kommando als Erster Offizier auf der Sachsen entbunden und mit der Wahrnehmung der Geschäfte als Artillerieoffizier vom Platz und Vorstand des Artillerie-Depots zu Friedrichsort beauftragt. Ab Mitte Januar des Folgejahres war er in der regulären Stellung und wurde am 26. März 1889 aus der Stellung kurz zum Kommandanten der Sophie ernannt. Im März/April 1889 wurde er im Kommando durch Fritz Draeger vertreten. Valette übernahm im Mai 1889 die Carola und blieb in diesem Kommando bis April 1891. Am 14. Mai 1889 reiste die Carola nach Mahé auf den Seychellen, da ein erheblicher Teil ihrer Besatzung an Ruhr erkrankt war und Zeit zur Genesung brauchte. Ab dem 11. Juni 1889 war die Carola wieder vor Ort in Deutsch-Ostafrika und geleitete drei Dampfschiffe mit Nachschub für die von Hermann von Wissmann als Reichskommissar für Ostafrika aufgestellte „Wissmanntruppe“ nach Sansibar. Anschließend nahm das Schiff noch an der Eroberung von Pangani am 8. Juli 1889 und von Tanga zwei Tage später teil. Bei den Kämpfen führte Valette erfolgreich ein Marinelandungskorps an. Die Carola ging dann nach Aden, wo ein Teil ihrer Crew abgelöst wurde. Valette war dazu in Abwesenheit von Karl August Deinhard der ranghöchste Offizier und vom 13. August 1889 bis 10. November 1889 Kommandeur des Kreuzergeschwaders. Am 10. November 1889 reiste die Carola zur Überholung nach Bombay ab und kehrte erst am 17. Februar 1890 nach Sansibar zurück, wo Valette erneut als Vertreter von Deinhard die Marineoperationen leitete.
Später lehnte Valette die Übernahme der Position als stellvertretender Gouverneur von Deutsch-Ostafrika ab. Am 2. April 1891 wurde er zum Kapitän zur See befördert.
Von September 1891 mit kurzer Unterbrechung im Mai/Juli 1893, wo er erneut für deren Nutzung als Artillerieschulschiff die Carola kommandierte, war er bis September 1893 Kommandant das Artillerieschulschiffs Mars. Im März/April 1894 war er kurz mit dem Kommando über die Wörth betraut, bevor er nach der Indienststellung am 29. April 1894 für Probefahrten die Kurfürst Friedrich Wilhelm übernahm. Während der Erprobung ereigneten sich etliche Unfälle und Valette erlitt dabei einen Herzschlag, sodass Kapitän zur See Rudolf Rittmeyer das Kommando übernehmen musste.
Bis Ende November 1891 war er u. a. mit dem Roten Adlerorden 4. Klasse, dem Kronen-Orden 3. Klasse mit Schwertern, dem Komturkreuz II. Klasse des Albrechts-Ordens, dem Kommandeurkreuz des Königlich Italienischen St. Mauritius- und Lazarus-Orden, dem Großherrlich Türkischen Medjidie-Orden 4. Klasse, dem Kommandeurkreuz des Tunesischen Nischan-el-Iftikhar-Orden und dem Zanzibarischen Orden „Der strahlende Stern“ 2. Klasse, 2. Stufe ausgezeichnet worden.